# (100923) 1998 LU1
(100923) 1998 LU1 es un asteroide perteneciente al cinturón de asteroides, región del sistema solar que se encuentra entre las órbitas de Marte y Júpiter, más concretamente a la familia de vandenHeuvel, descubierto el 1 de junio de 1998 por Eric Walter Elst desde el Observatorio de La Silla, Chile.

## Designación y nombre
Designado provisionalmente como 1998 LU1. 

## Características orbitales
1998 LU1 está situado a una distancia media del Sol de 2,346 ua, pudiendo alejarse hasta 2,800 ua y acercarse hasta 1,892 ua. Su excentricidad es 0,193 y la inclinación orbital 3,652 grados. Emplea 1313,24 días en completar una órbita alrededor del Sol.

## Características físicas
La magnitud absoluta de 1998 LU1 es 16,6. 